# 高保勗
高 保勗（こう ほうきょく）は、十国荊南の第4代国主。文献王高従誨の十男。

## 生涯
幼少時は病弱であったとされるが、高従誨の寵愛を受け、高従誨の気分が勝れない時にでも高保勗を見れば必ず微笑んだことより、臣下に万事休とも称され、故事の「万事休す」の元となった（高従誨が高保勗を溺愛し、それを見た民衆が嘆いたという説もあり）。
建隆元年（960年）、兄の貞懿王高保融が病没した際にその長男である高継沖が幼少であったこと、政治的には有能であったことから遺命によりその地位を継承し、宋より荊南節度使に任じられた。
ところが即位後は荒淫を極め、昼間より娼妓を官府に招き、若い士兵との色交を姫妾と共に観想したと史書にある。また建造物にも強い興味を示し、その造営に多額の出費をするなど朝政を省みなくなり、人臣の不満が高まった。
建隆3年（962年）に39歳で病死すると甥の高継沖が嗣位するが、その数カ月後に荊南は滅亡することとなり、万事休の通称が予兆したものとされた。